# Dany Laferrière
Dany Laferrière, nato Windsor Klébert Laferrière (Port-au-Prince, 13 aprile 1953), è uno scrittore e sceneggiatore haitiano naturalizzato canadese.

## Biografia
Il 12 dicembre 2013 è eletto al seggio 2 dell'Académie française, succedendo così a Héctor Bianciotti.

## Premi
- 1991 - Premio Carbet dei Caraibi per L'Odeur du café
- 1993 - Premio Edgar-Lespérance per Le Goût des jeunes filles
- 2002 - Premio RFO du livre per Cette grenade dans la main du jeune nègre est-elle une arme ou un fruit ?
- 2006 - Premio del Governatore Generale per Je suis fou de Vava.
- 2009 - Prix Médicis per L'Énigme du retour
- 2009 - Gran Premio del libro di Montréal per L'Énigme du retour
- 2010 - Personalità dell'anno 2009 La Presse/Radio-Canada
- 2010 - Gran Premio Metropolis bleu

## Opere

### Opere in francese
- Comment faire l'amour avec un nègre sans se fatiguer, Montréal, VLB Éditeur, 1985.
- Éroshima, Montréal, VLB Éditeur, 1987.
- L'Odeur du café, Montréal, VLB Éditeur, 1991; Grasset, 2012.
- Le goût des jeunes filles, Montréal, VLB Éditeur, 1992 (version revue par l'auteur, 2004).
- Cette grenade dans la main du jeune Nègre est-elle une arme ou un fruit ?, Montréal, VLB Éditeur, 1993 (version revue par l'auteur, 2002).
- Chronique de la dérive douce, Montréal, VLB Éditeur, 1994; Paris, Grasset, 2012.
- Pays sans chapeau, Outremont, Lanctôt Éditeur, 1996; Montréal, Boréal "Compact", 2006.
- La Chair du maître, Outremont, Lanctôt Éditeur, 1997.
- Le Charme des après-midi sans fin, Outremont, Lanctôt Éditeur, 1997; Montréal, Boréal "Compact", 2010.
- Le Cri des oiseaux fous, Outremont, Lanctôt Éditeur, 2000; Montréal, Boréal "Compact", 2010.
- Vers le sud, Montréal, Boréal, 2006. (Ce roman était en lice pour le prix Renaudot 2006)
- Je suis fatigué, Outremont, Lanctôt Éditeur, 2001 (version revue et augmentée, 2005).
- Les Années 1980 dans ma vieille Ford, Montréal, Mémoire d'encrier, 2005.
- Je suis un écrivain japonais, Montréal, Boréal, 2008 et Boréal "Compact", 2009.
- L'Énigme du retour, Montréal, Boréal, 2009 et Boréal "Compact", 2010; Paris, Grasset, 2009.
- Tout bouge autour de moi, Montréal, Mémoire d'encrier, 2010; Paris, Grasset, 2011.
- L'Art presque perdu de ne rien faire, Montréal, Boréal, 2011.
- Journal d'un écrivain en pyjama, Montréal, Mémoire d'encrier, 2013; Paris, Grasset, 2013.
- Je suis fou de Vava, illustrations de Frédéric Normandin, collection jeunesse, Montréal, Éditions de la Bagnole, 2006; réédition 2012.
- La Fête des morts, illustrations de Frédéric Normandin, collection jeunesse, Montréal, Éditions de la Bagnole, 2009.

### Edizioni italiane
- Come fare l'amore con un negro senza stancarsi, trad. Federica Cane, Pavia: Liber Internazionale, 1996; Milano: La tartaruga, 2003; Milano: Baldini & Castoldi, 2004; ivi, 2008
- Come diventare famosi senza far fatica, trad. Cecilia Bagnoli, Milano: La tartaruga, 2004
- Verso il Sud, trad. Vincenzo Latronico, Milano: La tartaruga, 2006
- L'enigma del ritorno, trad. Giulia Castorani, Roma: Gremese, 2014
- Paese senza cappello, trad. Cinzia Poli, Roma: Nottetempo, 2015
- Tutto si muove intorno a me, trad. Giuseppe Girimonti Greco e Francesca Scala, Roma: 66thand2nd, 2015
- L'arte ormai perduta del dolce far niente, trad. Federica Di Lella e Francesca Scala, Roma: 66thand2nd, 2016
- Diario di uno scrittore in pigiama, trad. Camilla Diez e Francesca Scala, Roma: 66thand2nd, 2017

## Film tratti dalle sue opere
- Come fare l'amore con un negro senza stancarsi, 1989